# Мисик Володимир Юрійович
Володимир Юрійович Мисик (* 31 січня 1965, с. Кулиничі, Харківська область, Українська РСР, СРСР) — український політик, Народний депутат України, член Партії регіонів. Заслужений працівник сільського господарства України.

## Освіта
1989 р. — Харківський зооветеринарний інститут

## Трудова діяльність
1989 р. — ветеринарний лікар у колгоспі ім. Фрунзе Бєлгородського району Бєлгородської області.
1990 р. — головний ветеринарний лікар дослідного господарства «Українка»
З 1991 р. — голова фермерського господарства «Кегичівське»
1991 — 1993 рр. — заступник директора дослідного господарства «Українка» з переробки та комерційних питань
У 1994 р. — засновник ТОВ «Хлібокомбінат Кулиничі» на території смт. Кулиничі Харківського району Харківської області
З 1999 р. — голова фермерського господарства «Кегичівське»
На парламентських виборах 2012 р. обраний народним депутатом України від Партії регіонів по одномандатному мажоритарному виборчому округу № 172. За результатами голосування отримав перемогу набравши 51,97 % голосів виборців.
16 січня 2014 р. — голосував за «диктаторські» закони.
З листопада 2014 по серпень 2019 — народний депутат України VIII скликання.
Під час прийняття державного бюджету на 2016 рік вніс поправку з метою заблокувати надання безвізового режиму для України у 2016 році

## Державні нагороди
- Заслужений працівник сільського господарства України (16 листопада 2004) — за значний особистий внесок у розвиток агропромислового виробництва, вагомі досягнення у професійній діяльності, багаторічну самовіддану працю[5]
- Державна премія України в галузі науки і техніки 2012 року — за роботу «Бобово-ризобіальні системи в сучасному землеробстві» (у складі колективу)[6]